# Acridocarpus staudtii
Acridocarpus staudtii är en tvåhjärtbladig växtart som först beskrevs av Adolf Engler, och fick sitt nu gällande namn av Adolf Engler, John Hutchinson och Dalz.. Acridocarpus staudtii ingår i släktet Acridocarpus och familjen Malpighiaceae. Inga underarter finns listade i Catalogue of Life.